# 8856 Celastrus
8856 Celastrus (1991 LH1) là một tiểu hành tinh vành đai chính được phát hiện ngày 6 tháng 6 năm 1991 bởi E. W. Elst ở Đài thiên văn Nam Âu.